# Arrondissement de Nontron

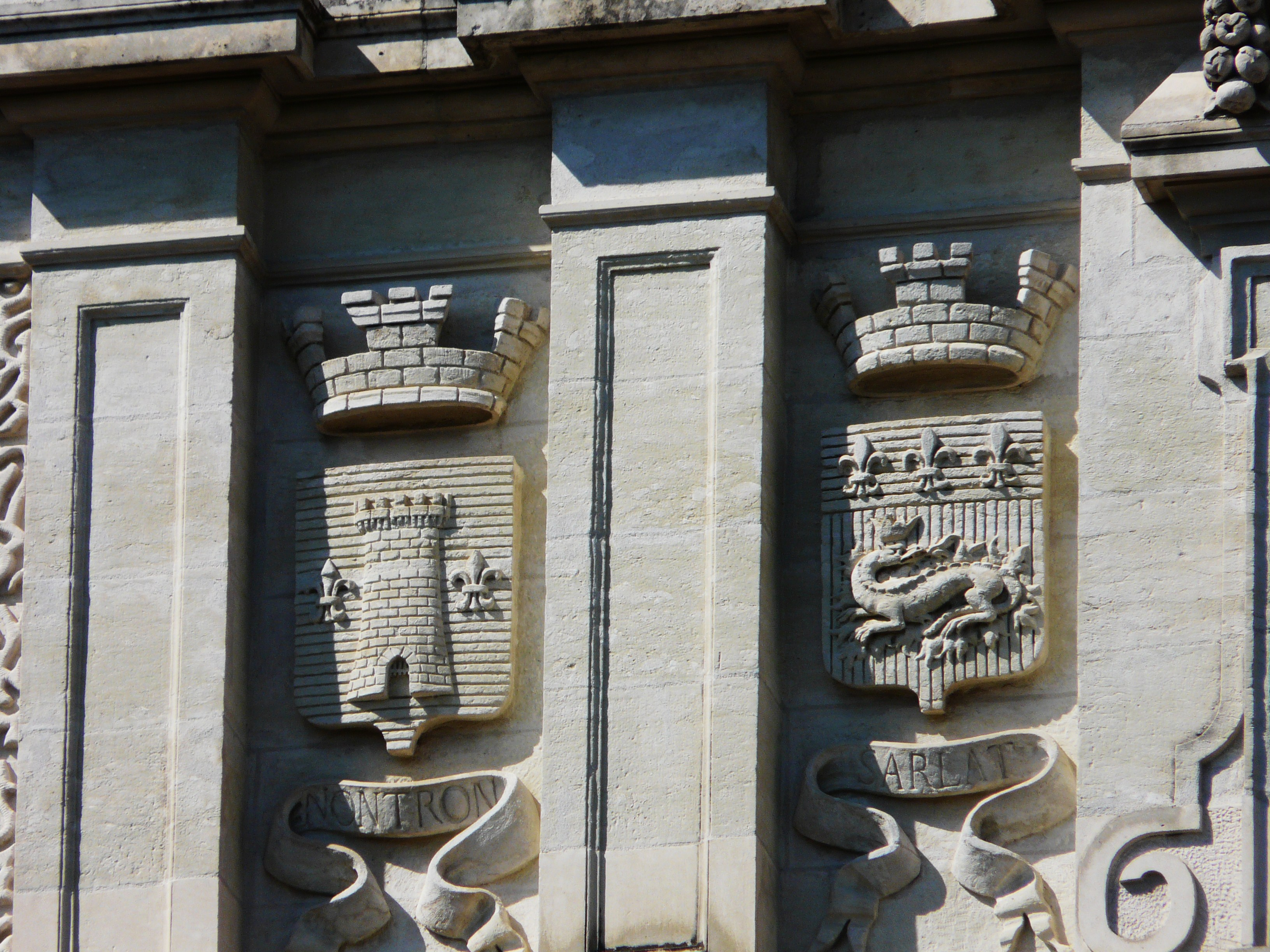
À Périgueux, sur la façade de la Préfecture de la Dordogne, blason de l'arrondissement de Nontron (à gauche).

L'arrondissement de Nontron est une division administrative française, située dans le département de la Dordogne, en région Nouvelle-Aquitaine.

## Historique
L'arrondissement de Nontron est l'un des cinq arrondissements de la Dordogne créés en 1800, en même temps que les autres arrondissements français.

## Géographie
Occupant le nord du département, l'arrondissement de Nontron correspond au Périgord vert. Il est irrigué par les parties amont de la Nizonne, du Bandiat, de la Dronne, de l'Isle et de la Loue.
Les principaux centres urbains sont Nontron, la sous-préfecture, et Thiviers.
Avec 1 621 km2, soit 17,9 % de la superficie du département, et 9,7 % de sa population (au recensement de 2014), l'arrondissement de Nontron était, avant 2017, le plus petit et le moins peuplé de la Dordogne.
Dans ses limites de 2017, il occupe un territoire de 2 097,7 km2, soit 23,2 % de la superficie du département, et 12,8 % de sa population (au recensement de 2022).

## Composition

### Période 1801-2015

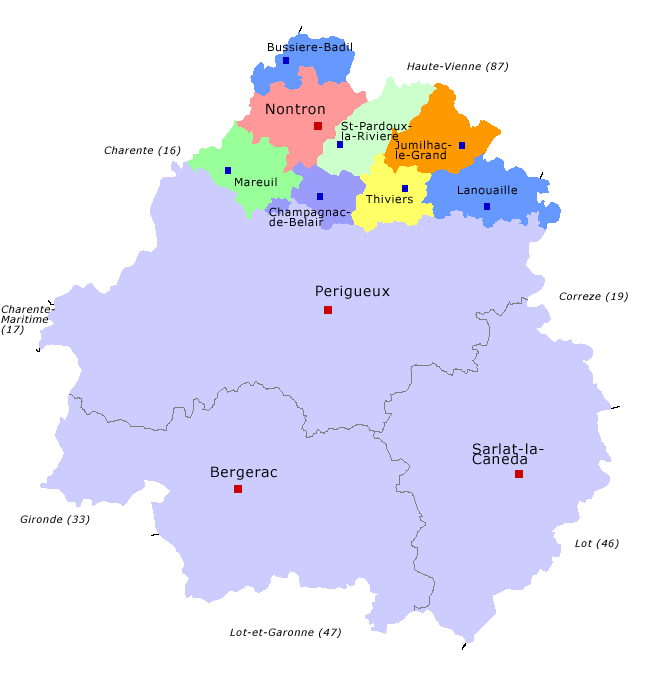
Les cantons de l'arrondissement de Nontron jusqu'en 2015.

Situation avant 2017 de l'arrondissement dans le département de la Dordogne.

De 1801 à 2015, l'arrondissement se compose de huit cantons, représentant 80 communes en 2015 :
- canton de Bussière-Badil ;
- canton de Champagnac-de-Belair ;
- canton de Jumilhac-le-Grand ;
- canton de Lanouaille ;
- canton de Mareuil ;
- canton de Nontron ;
- canton de Saint-Pardoux-la-Rivière ;
- canton de Thiviers.

### Période 2015-2016
Contrairement à l'ancien découpage où chaque canton était inclus à l'intérieur d'un seul arrondissement, le nouveau découpage territorial de 2014/2015 s'affranchit des limites des arrondissements. Certains cantons peuvent être composés de communes appartenant à des arrondissements différents. Dans l'arrondissement de Nontron, c'est le cas pour trois cantons dont les communes sont également réparties sur l'arrondissement de Périgueux. Au total, l'arrondissement de Nontron est donc composé d'un canton entier (canton du Périgord vert nontronnais) et de trois cantons partiels.
Le tableau suivant présente la répartition des cantons et de leurs communes par arrondissement :
| N°    | Canton                    | Nontron | Périgueux |
| ----- | ------------------------- | ------- | --------- |
| 3     | Brantôme                  | 23      | 19        |
| 6     | Isle-Loue-Auvézère        | 9       | 22        |
| 13    | Périgord vert nontronnais | 28      |           |
| 21    | Thiviers                  | 20      | 4         |
| TOTAL |                           | 80      | 45        |

### À partir de 2017
Au 1er janvier 2017, une réorganisation des arrondissements est effectuée, pour mieux intégrer les récentes modifications des intercommunalités et faire coïncider les arrondissements aux circonscriptions cantonales ; vingt-huit communes passent de Périgueux à Nontron : Anlhiac, Biras, Bourdeilles, Brantôme en Périgord, Brouchaud, Bussac, Cherveix-Cubas, Clermont-d'Excideuil, Coulaures, Cubjac-Auvézère-Val d'Ans, Excideuil, Eyvirat, Génis, Mayac, Négrondes, Preyssac-d'Excideuil, Saint-Front-d'Alemps, Saint-Germain-des-Prés, Saint-Jory-las-Bloux, Saint-Martial-d'Albarède, Saint-Médard-d'Excideuil, Saint-Mesmin, Saint-Pantaly-d'Excideuil, Saint-Raphaël, Saint-Vincent-sur-l'Isle, Salagnac, Sencenac-Puy-de-Fourches et Valeuil,.
Au 1er janvier 2025, l'arrondissement groupe les 94 communes suivantes :
1. Abjat-sur-Bandiat
2. Angoisse
3. Anlhiac
4. Augignac
5. Biras
6. Bourdeilles
7. Le Bourdeix
8. Brantôme en Périgord
9. Brouchaud
10. Bussac
11. Busserolles
12. Bussière-Badil
13. Chalais
14. Champagnac-de-Belair
15. Champniers-et-Reilhac
16. Champs-Romain
17. La Chapelle-Faucher
18. La Chapelle-Montmoreau
19. Cherveix-Cubas
20. Clermont-d'Excideuil
21. Condat-sur-Trincou
22. Connezac
23. La Coquille
24. Corgnac-sur-l'Isle
25. Coulaures
26. Cubjac-Auvézère-Val d'Ans
27. Dussac
28. Étouars
29. Excideuil
30. Eyzerac
31. Firbeix
32. Génis
33. Hautefaye
34. Javerlhac-et-la-Chapelle-Saint-Robert
35. Jumilhac-le-Grand
36. Lanouaille
37. Lempzours
38. Lussas-et-Nontronneau
39. Mareuil en Périgord
40. Mayac
41. Mialet
42. Milhac-de-Nontron
43. Nantheuil
44. Nanthiat
45. Négrondes
46. Nontron
47. Payzac
48. Piégut-Pluviers
49. Preyssac-d'Excideuil
50. Quinsac
51. La Rochebeaucourt-et-Argentine
52. Rudeau-Ladosse
53. Saint-Barthélemy-de-Bussière
54. Sainte-Croix-de-Mareuil
55. Saint-Cyr-les-Champagnes
56. Saint-Estèphe
57. Saint-Félix-de-Bourdeilles
58. Saint-Front-d'Alemps
59. Saint-Front-la-Rivière
60. Saint-Front-sur-Nizonne
61. Saint-Germain-des-Prés
62. Saint-Jean-de-Côle
63. Saint-Jory-de-Chalais
64. Saint-Jory-las-Bloux
65. Saint-Martial-d'Albarède
66. Saint-Martial-de-Valette
67. Saint-Martin-de-Fressengeas
68. Saint-Martin-le-Pin
69. Saint-Médard-d'Excideuil
70. Saint-Mesmin
71. Saint-Pancrace
72. Saint-Pantaly-d'Excideuil
73. Saint-Pardoux-la-Rivière
74. Saint-Paul-la-Roche
75. Saint-Pierre-de-Côle
76. Saint-Pierre-de-Frugie
77. Saint-Priest-les-Fougères
78. Saint-Raphaël
79. Saint-Romain-et-Saint-Clément
80. Saint-Saud-Lacoussière
81. Saint-Sulpice-d'Excideuil
82. Saint-Vincent-sur-l'Isle
83. Salagnac
84. Sarlande
85. Sarrazac
86. Savignac-de-Nontron
87. Savignac-Lédrier
88. Sceau-Saint-Angel
89. Soudat
90. Teyjat
91. Thiviers
92. Varaignes
93. Vaunac
94. Villars

Ces communes correspondent à l'ensemble de celles qui composent quatre intercommunalités : la communauté de communes Dronne et Belle (22), la communauté de communes du Périgord Nontronnais (28), la communauté de communes Périgord-Limousin (22), et la communauté de communes Isle-Loue-Auvézère en Périgord (28).
Le tableau suivant présente la nouvelle répartition des cantons et de leurs communes par arrondissement :
| N°    | Canton                    | Nontron | Périgueux |
| ----- | ------------------------- | ------- | --------- |
| 3     | Brantôme                  | 22      | 11        |
| 6     | Isle-Loue-Auvézère        | 28      | 1         |
| 13    | Périgord vert nontronnais | 28      |           |
| 21    | Thiviers                  | 22      | 1         |
| TOTAL |                           | 100     | 13        |

## Sous-préfets
| Période          | Période                            | Identité                                                | Fonction précédente                                                                             | Observation |
| ---------------- | ---------------------------------- | ------------------------------------------------------- | ----------------------------------------------------------------------------------------------- | --- |
| avril 1800       | septembre 1811 (décès)             | Geoffroy Boyer                                          |                                                                                                 | Premier sous-préfet de Nontron |
| septembre 1811   | décembre 1811                      | M. Lavenaud                                             | Conseiller de préfecture                                                                        | Par intérim |
| décembre 1811    | mars 1815                          | Charles Camille Trompéo                                 |                                                                                                 | |
| mars 1815        | août 1815                          | Jean Baptiste Boyer (père)                              | Maire de Nontron                                                                                | |
| août 1815        | septembre 1824                     | Jean Jacques de Courssou                                |                                                                                                 | Nommé sous-préfet de Bergerac |
| septembre 1824   | août 1830 (révocation)             | Michel Durand-Durepaire (fils)                          |                                                                                                 | Installé en octobre |
| août 1830        | août 1833                          | Jean Baptiste Boyer (père)                              |                                                                                                 | Installé en septembre |
| août 1833        | septembre 1833                     | M. Lucas-Lagane                                         |                                                                                                 | |
| septembre 1833   | janvier 1835                       | Constant de Boisjolin (fils)                            |                                                                                                 | |
| janvier 1835     | mars 1835(non installé)            | M. Boullay                                              |                                                                                                 | |
| mars 1835        | février 1838                       | Abel Achille Édouard Poret de Morvan                    |                                                                                                 | Installé en mai |
| février 1838     | août 1840                          | Édouard Amothe-Disaut                                   |                                                                                                 | |
| août 1840        | janvier 1841                       | Alexandre Armand Bost                                   |                                                                                                 | Installé en septembre |
| janvier 1841     | mars 1848                          | Albert de Calvimont de Saint-Robert                     | Inspecteur des prisons de la Dordogne                                                           | |
| mars 1848        | juillet 1848                       | Désiré Monfanges                                        | Maire de Nontron                                                                                | |
| juillet 1848     | février 1849 (décès)               | Pierre Romain Gautier-Laguionie (ou Gaultier-Laguyonie) | Sous-préfet de Ribérac                                                                          | |
| février 1849     | mars 1851                          | Georges Castaing                                        | Inspecteur des prisons de la Dordogne                                                           | |
| mars 1851        | septembre 1858                     | Rivaud                                                  | Secrétaire général de la préfecture de la Charente                                              | Installé en avril 1851 |
| septembre 1858   | avril 1865                         | Louis Gabriel Desaix                                    | Sous-préfet de Barcelonnette                                                                    | |
| avril 1865       | septembre 1870                     | Edmond (Henri Jules Marie) de La Borie de Labatut       | Chef de cabinet du préfet de la Dordogne                                                        | |
| 4 septembre 1870 | 17 septembre 1870 (démissionnaire) | (François Alexis) Alcide Dusolier                       |                                                                                                 | |
| septembre 1870   | mai 1871                           | Henri Pierre Duteuil                                    |                                                                                                 | |
| mai 1871         | mai 1873                           | Fernand Dugrosriez                                      | Employé au ministère des Finances                                                               | Nommé sous-préfet de Moissac |
| mai 1873         | juin 1873                          | Gabriel Robert Bouquerel                                | Conseiller de préfecture de la Dordogne                                                         | |
| juin 1873        | mai 1876                           | Raymond Blanche                                         | Conseiller de préfecture du Calvados                                                            | Nommé sous-préfet de Neufchâtel |
| mai 1876         | juillet 1876                       | Eugène Louis Célières,                                  | Sous-Préfet de Prades                                                                           | Nommé sous-préfet de Gaillac |
| juillet 1876     | décembre 1877                      | Victor Dominique du Bled                                | Sous-préfet de Blaye                                                                            | |
| 21 décembre 1877 | 30 décembre 1877                   | Antoine de Tinseau                                      |                                                                                                 | Nommé sous-préfet de Mortain |
| décembre 1877    | avril 1883                         | Juste Alpinien Bertrand Pabot du Chatelard,             |                                                                                                 | Installé en janvier 1878 Nommé sous-préfet de Saint-Nazaire                                                                                  |
| avril 1883       | décembre 1883                      | Gabriel Alexandre Gélinet,                              |                                                                                                 | Nommé sous-préfet de Tizi Ouzou |
| décembre 1883    | février 1885                       | Antoine Léopold de Beaune de Beaurie,                   | Secrétaire général de la Préfecture de la Corrèze                                               | Nommé sous-préfet de Barcelonnette |
| février 1885     | mai 1889                           | Jean Fernand Eyguière,                                  | Conseiller de préfecture de la Dordogne                                                         | Nommé sous-préfet de La Flèche |
| mai 1889         | janvier 1893                       | Guillaume dit Gustave Hermann,                          | Conseiller de préfecture de la Dordogne                                                         | Installé en juin 1889 Nommé sous-préfet de Saint-Pons                                                                                        |
| janvier 1893     | juin 1899 (décès)                  | Jean Eugène Bois,                                       | Sous-préfet de Sisteron (non installé)                                                          | Installé en février 1893 |
| juin 1899        | septembre 1899                     | Gabriel Georges Itam,                                   |                                                                                                 | |
| septembre 1899   | décembre 1905                      | Pierre Constantin Guillemaut,                           |                                                                                                 | Installé en octobre 1899 Nommé sous-préfet de Saint-Claude                                                                                   |
| décembre 1905    | janvier 1906 (non installé)        | Joseph Georges Zimmermann,                              |                                                                                                 | Nommé secrétaire général de la préfecture de la Creuse                                                                                       |
| janvier 1906     | août 1909                          | Pierre Gouzy,                                           | Secrétaire général de la Creuse (non installé)                                                  | Nommé sous-préfet de Brive |
| août 1909        | décembre 1914                      | Jean Raymond Fourcade,                                  | Chef de cabinet du préfet de l'Ardèche                                                          | Nommé sous-préfet de Sarlat |
| janvier 1915     | octobre 1919                       | Jean Baptiste (ou Justin) Veisset,                      |                                                                                                 | Nommé provisoirement en janvier 1915 pour la durée de la guerre, puis à titre définitif en avril 1919 Mis en disponibilité, sur sa demande   |
| octobre 1919     | octobre 1920                       | Paul Louis Péroni,                                      |                                                                                                 | Nommé sous-préfet d'Espalion |
| octobre 1920     | septembre 1924                     | Henri Joseph Alphonse Graux,                            | Chef de cabinet du préfet de la Dordogne                                                        | Nommé sous-préfet d'Arcis-sur-Aube |
| septembre 1924   | juillet 1930                       | Georges Joseph Borderie                                 | Sous-préfet de Saint-Pol                                                                        | Nommé sous-préfet de Dreux |
| juillet 1930     | octobre 1932                       | Louis Rochefort,                                        | Secrétaire général de la préfecture de l'Aube                                                   | Nommé secrétaire général de la préfecture du Morbihan                                                                                        |
| octobre 1932     | janvier 1936                       | Jean Lalanne                                            | Chef de cabinet du préfet de la Dordogne                                                        | Installé en novembre 1932 Nommé sous-préfet de Sarreguemines                                                                                 |
| janvier 1936     | octobre 1936                       | Robert Andrieu                                          | Chef de cabinet du préfet de la Loire                                                           | Installé en mars 1936 Nommé chef adjoint de cabinet du ministre de l'Économie nationale                                                      |
| octobre 1936     | septembre 1939                     | Jacques Bernard Henri Barbier                           | Chef de cabinet du préfet du Loiret                                                             | Installé en novembre 1936 |
| septembre 1939   | juillet 1940                       | Albert Bonneau                                          |                                                                                                 | Sous-préfet par intérim pendant la mobilisation de Jacques Bernard Henri Barbier                                                             |
| juillet 1940     | octobre 1940                       | Jacques Bernard Henri Barbier                           |                                                                                                 | Nommé secrétaire général de la préfecture de la Haute-Vienne                                                                                 |
| …                |                                    |                                                         |                                                                                                 | |
| janvier 1978     | janvier 1979                       | Jacques Barthélemy                                      |                                                                                                 | |
| février 1979     | 1981                               | Gérard Thomas                                           |                                                                                                 | |
| décembre 1982    | décembre 1982 (non installée)      | Séraphine Malgorn                                       |                                                                                                 | Nommée sous-préfète de Bergerac |
| 1982             | 1984                               | Michel Schmitt de la Brélie                             |                                                                                                 | |
| juillet 1984     | 1986                               | Guy Roth                                                |                                                                                                 | Après son départ, le poste est resté non pourvu pendant neuf mois                                                                            |
| mars 1987        | septembre 1989                     | Gisèle Andrée Billarand                                 |                                                                                                 | |
| octobre 1989     | septembre 1991                     | Hervé Canneva,                                          |                                                                                                 | |
| février 1992     | mai 1994                           | Michel Coulvier                                         | Sous-préfet hors cadre                                                                          | Nommé sous-préfet hors cadre |
| juillet 1994     | novembre 1996                      | Serge Billet                                            | Magistrat                                                                                       | Installé en septembre 1994 Nommé directeur du cabinet du préfet de la région Provence-Alpes-Côte d'Azur, préfet des Bouches-du-Rhône         |
| janvier 1997     | août 1999                          | Christine Boehler                                       | Directeur du cabinet du préfet du Cher                                                          | Installée en février 1997 Nommée sous-préfète de Céret                                                                                       |
| décembre 1999    | janvier 2003                       | Christian Ricardo                                       | Directeur de préfecture                                                                         | Nommé secrétaire général de la préfecture de l'Ariège                                                                                        |
| mars 2003        | ?                                  | Gaël Lagadec                                            | Inspecteur de la jeunesse et des sports                                                         | |
| août 2004        | novembre 2006                      | Christian Michalak                                      | Administrateur civil                                                                            | Nommé sous-préfet de Nantua |
| décembre 2006    | octobre 2009                       | Bernard Bahut                                           | Premier conseiller du corps des tribunaux administratifs et des cours administratives d'appel   | Nommé sous-préfet de Saint-Gaudens |
| …                |                                    |                                                         |                                                                                                 | |
| avril 2010       | octobre 2012                       | Ludovic Pacaud                                          | Ingénieur des ponts, des eaux et des forêts                                                     | Nommé directeur de cabinet de la préfète de la Charente                                                                                      |
| novembre 2012    | août 2014                          | Laurence Béguin                                         | Commissaire divisionnaire de la police nationale                                                | Installée de décembre 2012 à septembre 2014 Nommée sous-préfète chargée de mission auprès du préfet de la région Guyane, préfet de la Guyane |
| septembre 2014,  | juin 2017                          | Hervé Bournoville                                       | Premier conseiller de la chambre régionale des comptes                                          | Installé en octobre 2014 |
| juin 2017        | mai 2019                           | Frédéric Roussel                                        | Inspecteur de la jeunesse et des sports de 1re classe                                           | Installé en juillet 2017 Nommé directeur de cabinet du préfet du Tarn                                                                        |
| juin 2019        | juin 2021                          | Nathalie Lasserre                                       | Première conseillère du corps des tribunaux administratifs et des cours administratives d'appel | Installée en juillet 2019 Réintégrée en juin 2021 dans son corps d'origine                                                                   |
| juin 2021        | août 2023                          | Pierre Bressolles                                       | Conseiller d'administration de l'Intérieur et de l'Outre-mer                                    | Nommé sous-préfet de Castelsarrin |
| novembre 2023    | En cours                           | Benoît Legrand                                          |                                                                                                 | |

## Démographie
En 2022, l'arrondissement comptait 54 460 habitants.
| 1968   | 1975   | 1982   | 1990   | 1999   | 2006   | 2011   | 2016   | 2021   |
| ------ | ------ | ------ | ------ | ------ | ------ | ------ | ------ | ------ |
| 50 515 | 48 104 | 45 628 | 43 749 | 41 782 | 41 759 | 41 308 | 54 758 | 54 127 |

| 2022   | - | - | - | - | - | - | - | - |
| ------ | - | - | - | - | - | - | - | - |
| 54 460 | - | - | - | - | - | - | - | - |